# カール・ルドルフ・ゾーン
カール・ルドルフ・ゾーン（Karl Friedrich Rudolf Sohn、1845年7月21日 - 1908年8月29日）はドイツの画家である。主に肖像画を描いた。

## 略歴
デュッセルドルフで生まれた。父親はデュッセルドルフ美術アカデミーの教授を務めた画家のカール・フェルディナンド・ゾーン(1805-1867)で、いとこで義理の兄に画家のヴィルヘルム・ゾーン(Johann Wilhelm August Sohn:1829-1899)がいる。高校を出た後、カールスルーエの工科大学で工学を学んだ。1866年に卒業した後、エンジニアにはならずデュッセルドルフに戻り、晩年の父親のもとで美術を学んだ。父親の没した後の1867年にデュッセルドルフ美術アカデミーに入学し、歴史画をカール・ミューラー(Carl Müller:1818-1893)に学び、人物画をユリウス・レーティング(Julius Amatus Roeting:1822-1896)に学んだ。1870年に普仏戦争が始まると、軍に志願するが予備役となった。その後義理の兄のヴィルヘルム・ゾーンとスタジオを開いて肖像画家として働いた。
1877年に画家、アルフレート・レーテル(Alfred Rethel)の娘で、音楽や美術の才能に恵まれていることで有名だった女性、エルゼ(Elisabeth Sohn-Rethel:1853-1933)と結婚した。
肖像画家として国際的な評価を受けるようになり、1882年から1886年の間はイギリスのヴィクトリア女王に招かれ、女王の家族やお気に入りの従者ジョン・ブラウンの肖像画を描かせた。
息子のアルフレート・ゾーン＝レーテル(Alfred Sohn-Rethel:1875-1958)やオットー・ヴィルヘルム・ゾーン＝レーテル(Otto Wilhelm Sohn-Rethel:1877–1949)、カール・ゾーン＝レーテル(Karli Sohn-Rethel:1882-1966）も画家になった。

## 作品

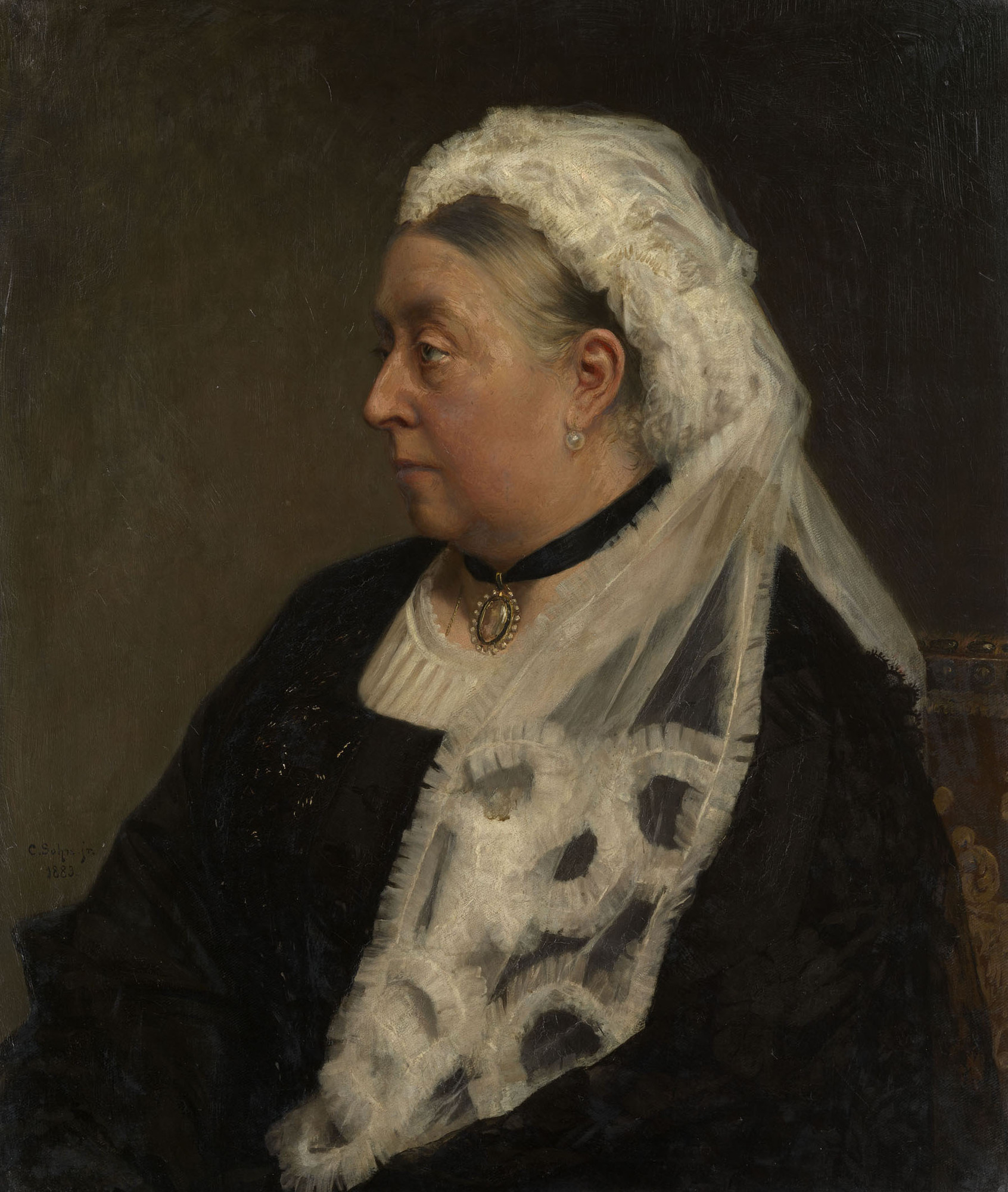
ヴィクトリア女王
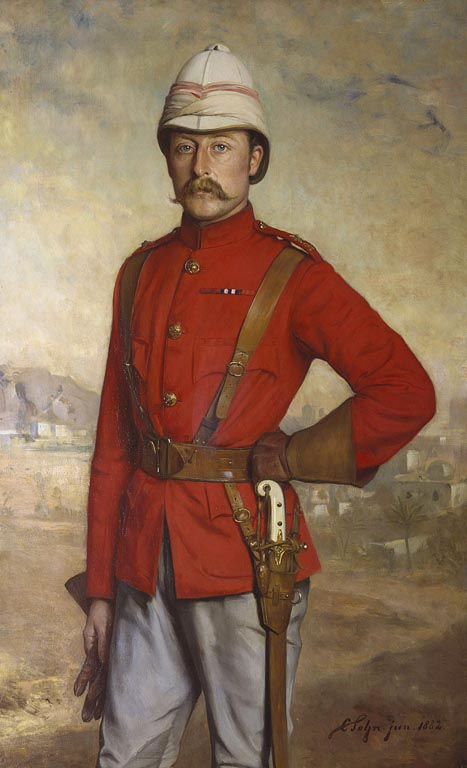
アーサー (ヴィクトリア女王3男)
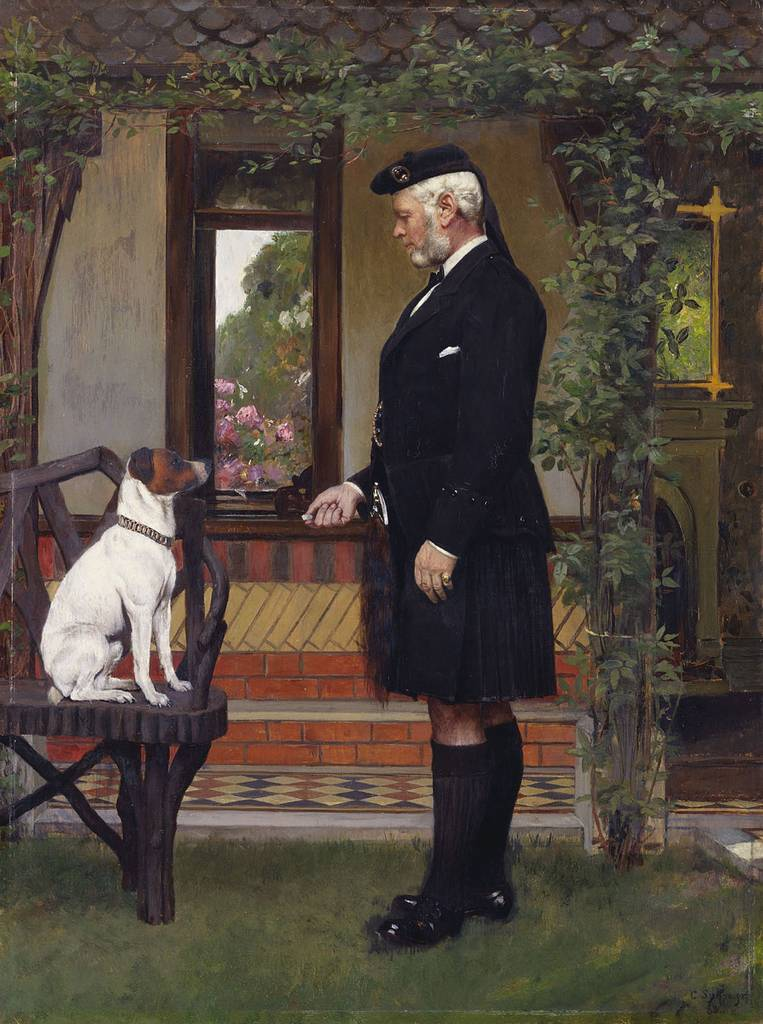
ジョン・ブラウン
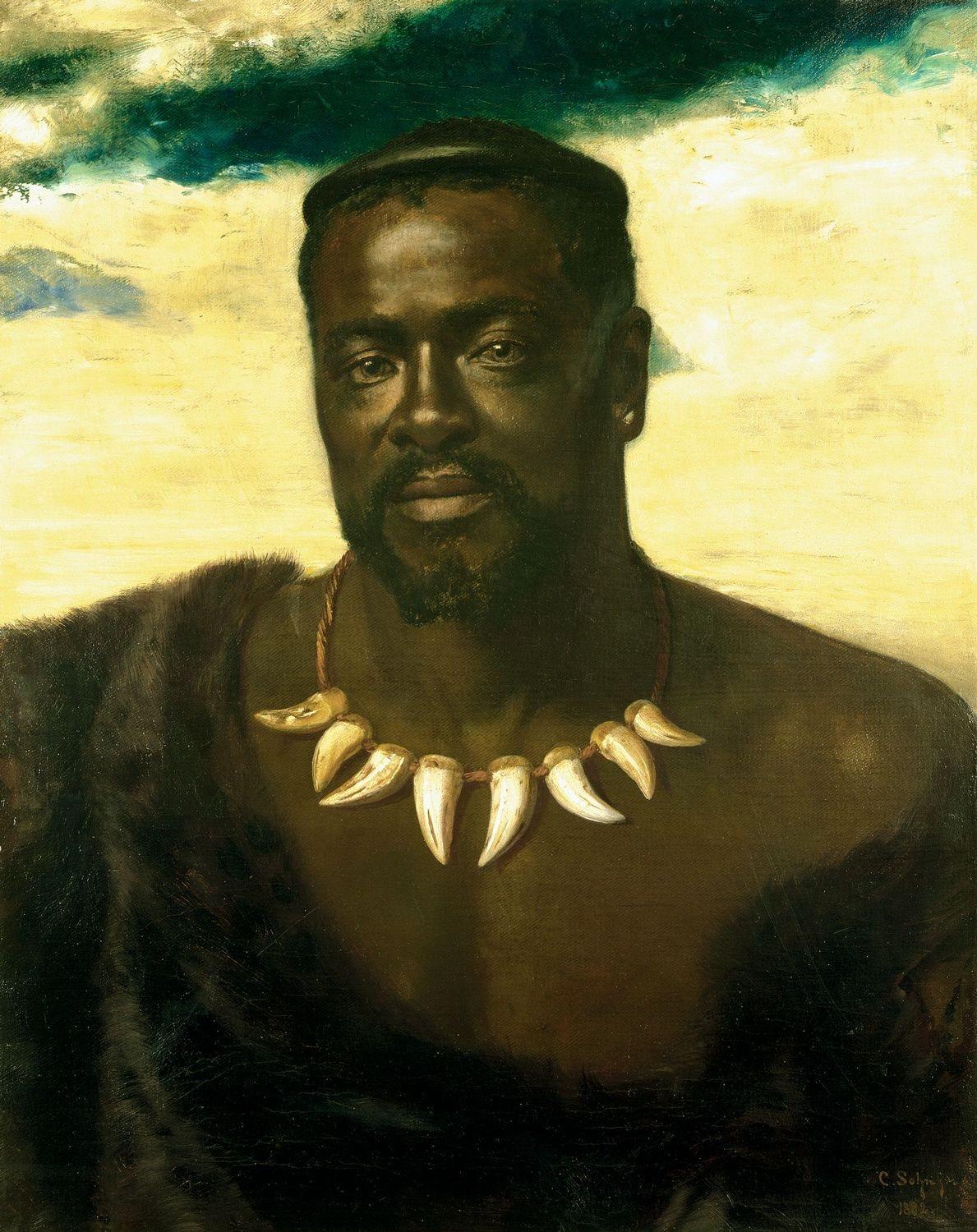
ズールー王国 国王セテワヨ・カムパンデ